# Drapeau chrétien
Le drapeau chrétien est un drapeau œcuménique conçu à la fin du XIXe siècle pour représenter une grande partie du christianisme et de la chrétienté. Depuis son adoption par le Conseil fédéral des Églises des États-Unis en 1942, il a été utilisé par des congrégations de nombreuses traditions chrétiennes, notamment anglicane,, baptiste,congrégationaliste,, luthérien, mennonite, méthodiste,, morave, presbytérien, et réformé, entre autres.
Le drapeau présente un fond blanc arborant une croix latine rouge dans un canton bleu. Le rouge de la croix symbolise le sacrifice de Jésus au Calvaire, tandis que le bleu évoque les eaux du baptême et la fidélité de Jésus. Le blanc représente la pureté de Jésus. Il n'existe pas de spécifications officielles quant aux dimensions du drapeau et du canton.

## Origines
Le drapeau chrétien a vu le jour pour la première fois le 26 septembre 1897 à la chapelle de Brighton, située à Coney Island à Brooklyn, dans État de New York, aux États-Unis. Charles C. Overton, directeur d'une école du dimanche, a donné une conférence impromptue aux élèves présents, en remplacement de l'orateur prévu qui n'était pas arrivé à l'événement. Dans son discours, Overton a sollicité les étudiants pour imaginer à quoi ressemblerait un drapeau symbolisant le christianisme. Ce discours improvisé a ensuite inspiré Overton pendant de nombreuses années.

## Usage

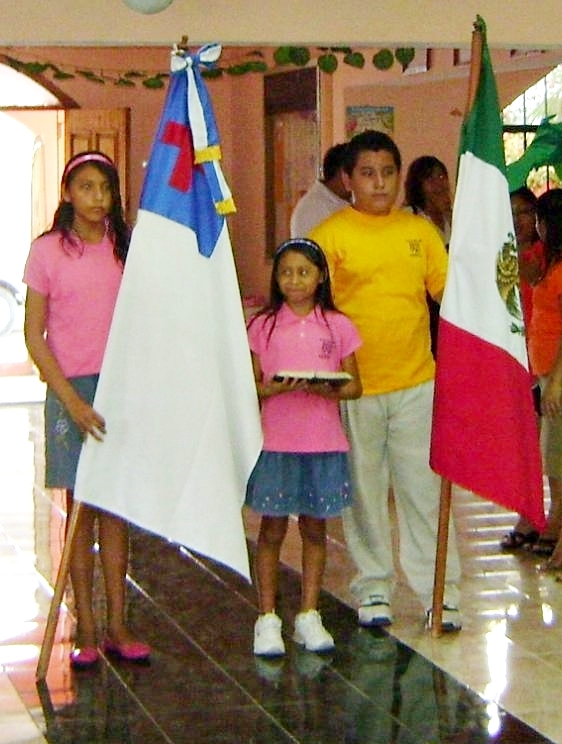
Des enfants mexicains arborant le drapeau chrétien aux côtés de celui du Mexique.

Aux États-Unis, les principales confessions protestantes ont été parmi les premières à adopter le drapeau chrétien, et dans les années 1980, de nombreuses institutions avaient mis en place des politiques pour son affichage dans les églises. Le Conseil fédéral des Églises a même recommandé que, si le drapeau chrétien est utilisé aux côtés du drapeau national, il devrait occuper une position de premier plan. Pendant la Seconde Guerre mondiale, on pouvait voir le drapeau chrétien hissé aux côtés du drapeau américain dans un certain nombre d'églises luthériennes, dont beaucoup avaient des racines allemandes, afin d'exprimer leur solidarité envers les États-Unis dans le contexte de la guerre contre l'Allemagne nazie.
Le drapeau chrétien a été diffusé au-delà de l'Amérique du Nord grâce à l'œuvre de missionnaires chrétiens. Aujourd'hui, il est observable dans de nombreuses églises chrétiennes à travers le monde, notamment en Amérique latine et en Afrique. Dans les années 1930, ce drapeau avait également été adopté par certaines églises protestantes en Europe, en Asie et en Afrique.

## Voir également
- Norme noire
- Nationalisme chrétien
- Symbolisme chrétien
- Religion civile
- Drapeau d'Israël
- Drapeau de la Cité du Vatican
- drapeaux islamiques
- Drapeau croix nordique

## Lectures complémentaires
- Randall Balmer, Encyclopedia of Evangelicalism, Waco, Texas, Baylor University Press, 2002 (ISBN 978-1-932792-04-1), p. 163
- Richard Land, The Divided States of America? What Liberals and Conservatives Get Wrong About Faith and Politics, Nashville, Tennessee, rev., 2011 (ISBN 978-1-59555-352-2), p. 41
- Marvin et Ingle, « Blood Sacrifice and the Nation: Revisiting Civil Religion », Journal of the American Academy of Religion, vol. 64, no 4,‎ 1996, p. 767–780 (ISSN 1477-4585, DOI 10.1093/jaarel/LXIV.4.767, JSTOR 1465621, lire en ligne)